# Нешукай
Нешукай — аул в Теучежском муниципальном районе Республики Адыгея России. Входит в состав Понежукайского сельского поселения. Аул основан в 1845 году.
Расположен в низовьях реки Марты, на её левом берегу (в настоящее время на берегу залива Краснодарского водохранилища реки Кубани), в 4 км. к северо-востоку от центра сельского поселения, аула Понежукай.

### Улицы
| - Андрухаева, - Гагарина, - Мира, - Новая, - Октябрьская, - Пролетарская, | - Северная, - Хакурате, - Чапаева, - Школьная, - Шовгенова, - Я. Удычака. |

## Население
| 2002 | 2010 | 2013 | 2014 | 2015 | 2016 | 2017 |
| ---- | ---- | ---- | ---- | ---- | ---- | ---- |
| 851  | ↗934 | ↗945 | ↗949 | ↘939 | ↘917 | ↗923 |
| 2018 | 2019 | 2020 | 2021 | 2023 | 2024 |      |
| ↘911 | ↘897 | ↘884 | ↗924 | ↘916 | ↗922 |      |

По данным Всероссийской переписи 2021 года:
| Народ               | Численность, чел. | Доля от всего населения, % |
| ------------------- | ----------------- | -------------------------- |
| адыги (черкесы)     | 859               | 92,96 %                    |
| русские             | 46                | 4,97 %                     |
| другие / не указано | 19                | 2,05 %                     |
| всего               | 924               | 100,0 %                    |